# اف‌دی‌آر درایو
اف‌دی‌آر درایو (انگلیسی: FDR Drive) با نام رسمی فرانکلین دی. روزولت ایست ریور درایو (انگلیسی: Franklin D. Roosevelt East River Drive) یک آزادراه استاندارد در شهر نیویورک، آمریکا است.
این خیابان که در شرق منطقه منهتن و در کنار رودخانه ایست قرار دارد در سال ۱۹۵۵ ساخته شده و دارای ۱۵٫۱۹ کیلومتر طول است.

## نگارخانه

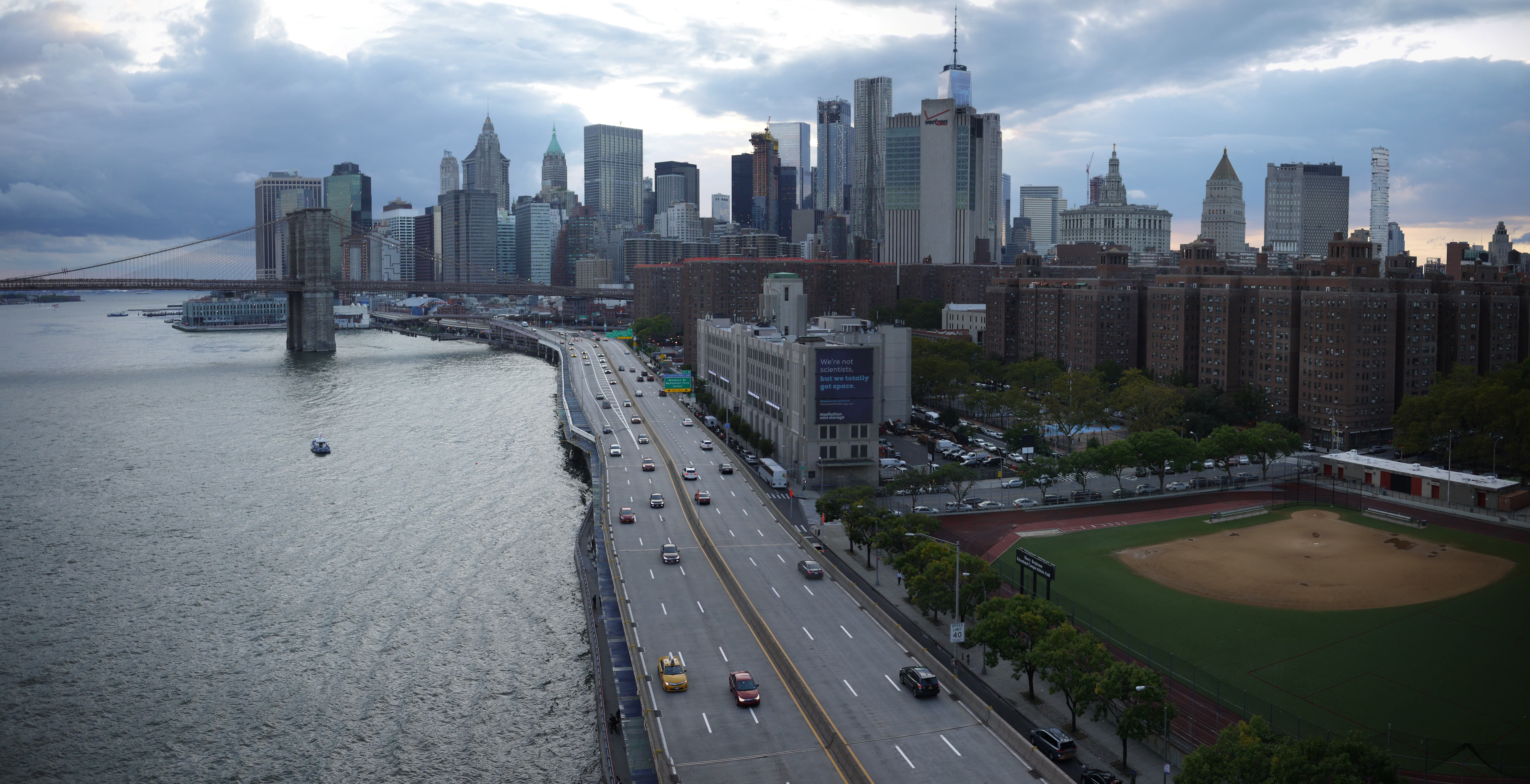
نمایی از اف‌دی‌آر درایو
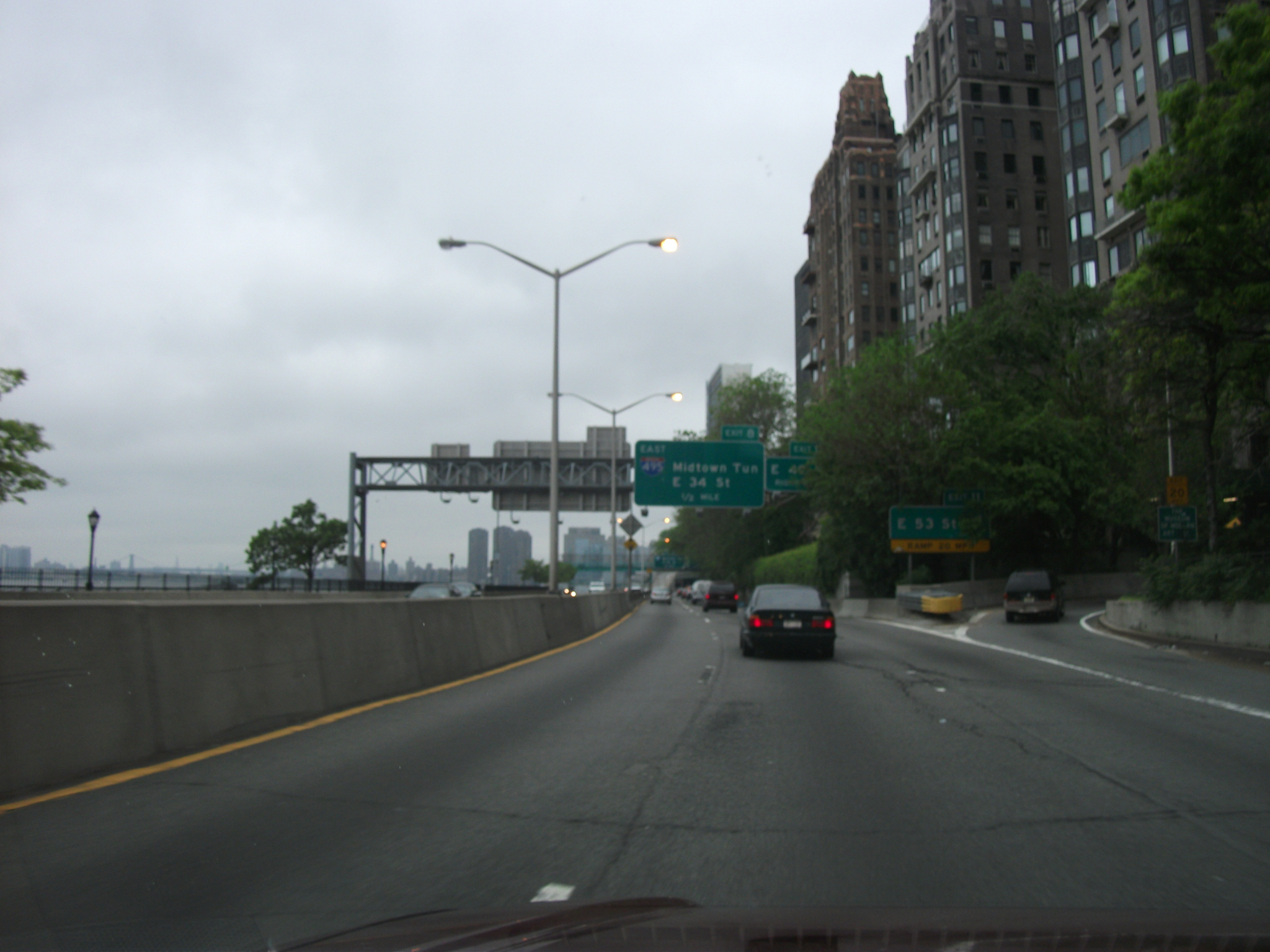
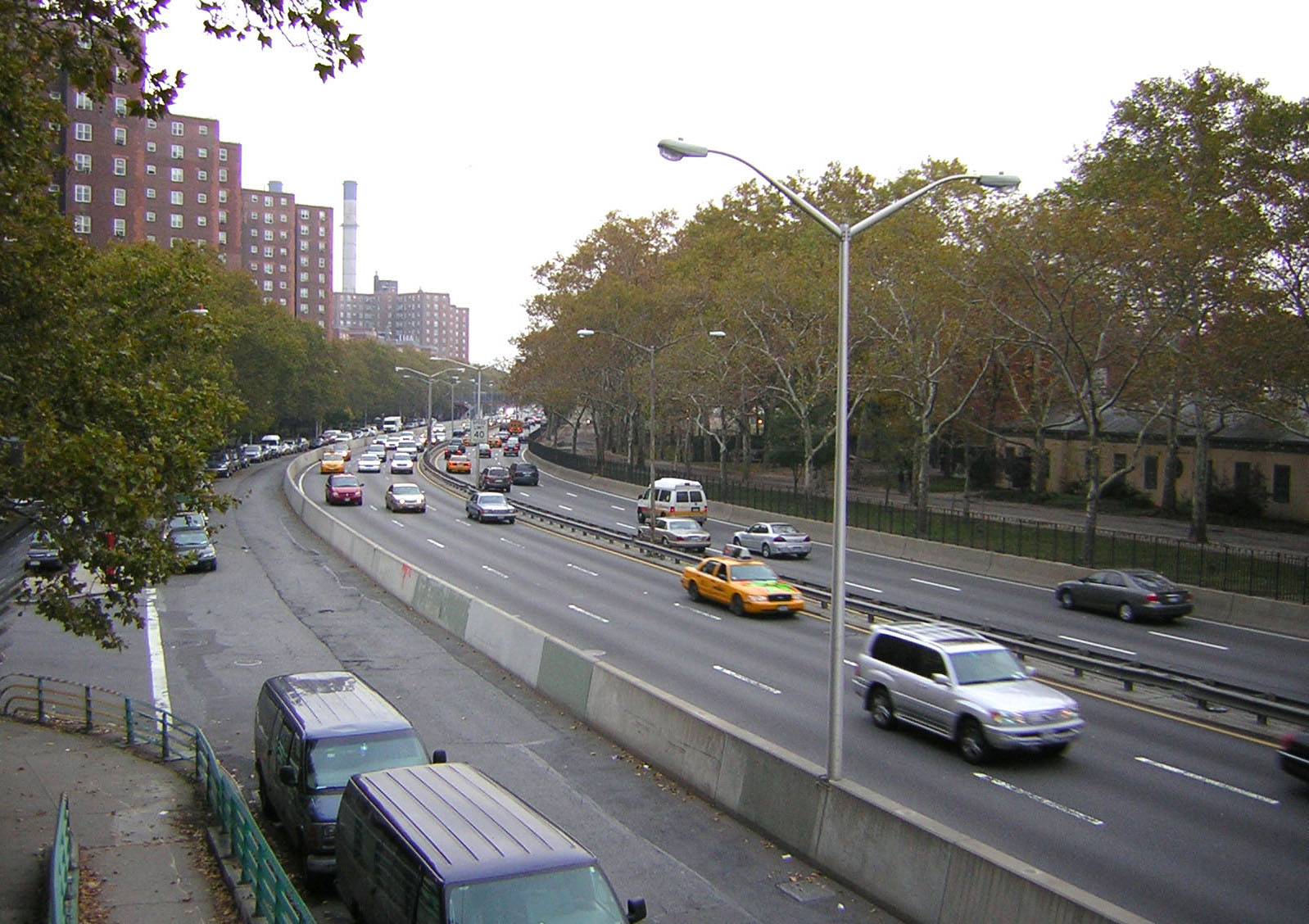
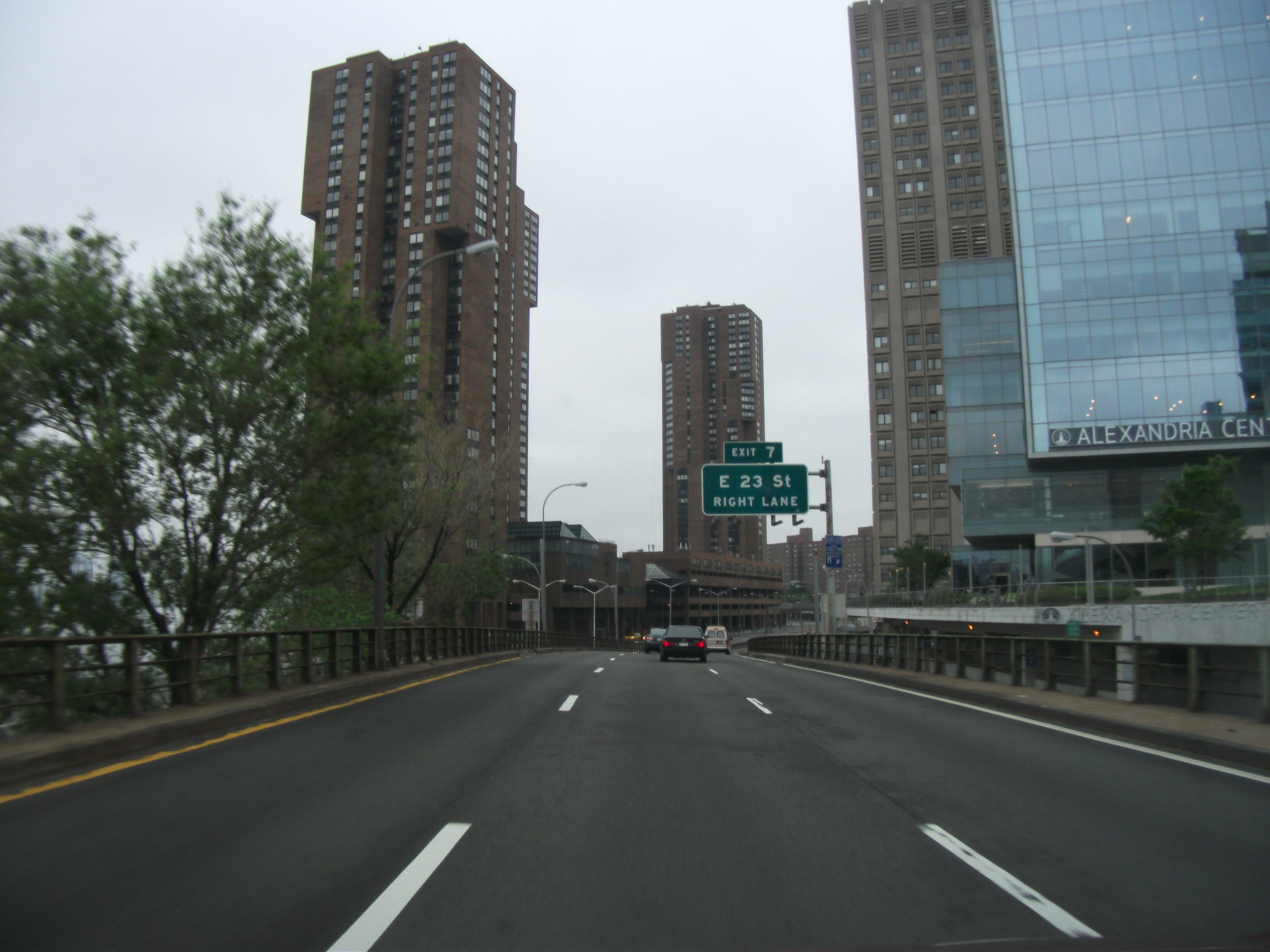